# Sebastian Geist

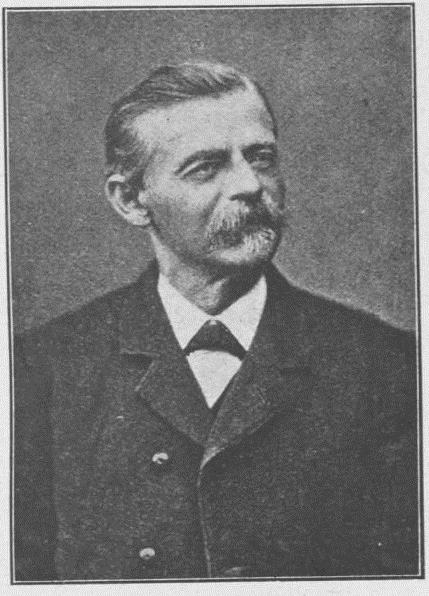
Porträt des Sebastian Geist, unbekanntes Jahr

Sebastian Geist (* 22. Juli 1817 in Volkach; † 5. Dezember 1908 in Rosenheim) war ein Uhrmacher und Pionier auf dem Gebiet der elektrischen Uhren. Geist stellte als Erster eine Uhr mit elektrischem Pendelantrieb her.

## Leben

### Lehre und Wanderschaft (bis 1845)
Sebastian Geist wurde am 22. Juli 1817 als Sohn des Malers und Tünchers Caspar Geist und seiner Frau Anna Maria Cornel in Volkach geboren. Der Vater stammte aus Hoheim bei Kitzingen und war aufgrund besserer Einnahmemöglichkeiten in die Landstadt gezogen. Die Familie wohnte am Oberen Markt 7, dem damaligen Saumarkt. Geist war das jüngste von sieben Kindern, drei seiner Geschwister waren jedoch schon bei der Geburt verstorben.
Geist besuchte früh, wohl in den zwanziger Jahren des 19. Jahrhunderts, zusammen mit seinem älteren Bruder Peter Geist, der später ein berühmter Genremaler wurde, die Volksschule im Volkacher Rathaus. Im Jahr 1828 schickte der Vater, der häufig mit Geldsorgen zu kämpfen hatte, die beiden Brüder zu Verwandten nach Wien. Sebastian, damals elfjährig, nahm die Wanderschaft zusammen mit Peter auf und erreichte noch im selben Jahr Österreich.
Dort war er zunächst Lehrling eines Wagenlackierers, musste die Ausbildung jedoch bereits nach sechs Wochen aufgrund körperlicher Schwäche abbrechen. Nun versuchte sich Sebastian ein halbes Jahr als Gürtler, ehe er eine Uhrmacherlehre im Wiener Vorort Neulerchenfeld begann. Wieder blieb er dort nur kurz, da der sogenannte Uhrmacher nur Einzelteile für Chronometer herstellte und deshalb keine echte Ausbildung möglich war.
Am 25. August 1831 trat Sebastian Geist seine vierte Lehrstelle an. Wieder war der Beruf des Uhrmachers sein Ziel. Sein Meister war Johann Seiberl aus Schottenfeld, der sein Geschäft in der Kaiserstraße Nr. 309 hatte. Sebastian blieb bis zum 21. Februar 1835 dort. Ab dem 14. Juli 1836 folgte eine fast zehnjährige Wanderschaft, die Geist durch Österreich und weite Teile des Königreichs Bayern führte.

### Uhrmacher und Ruhestand (bis 1908)
Sesshaft wurde der Uhrmacher erst am 30. Juni 1845. In Aschaffenburg besuchte er die Meisterschule und schloss die Ausbildung am 19. Mai 1847 mit der Meisterprüfung und dem Prädikat „wertvoll“ ab. Am 5. Juni 1847 erhielt Sebastian Geist eine Stelle in Würzburg. Er wurde Geschäftsführer bei der Uhrenfabrik Gebrüder Bollermann. Erst am 24. Februar 1848 erhielt er jedoch die Bürgerzulassung für die Bischofsstadt.
Er bezog das Haus Nummer elf in der Domstraße und eröffnete dort am 1. Mai 1849 einen eigenen Uhrmacherladen. Am 18. November 1849 ehelichte er die Würzburgerin Ursina Katharina Peter. Geist begann bald mit sogenannten astronomischen Uhren zu experimentieren, die er neben den üblichen Reparaturen baute. Im Jahr 1852 nahm er an der Uhrenausstellung im nahen Bad Brückenau teil, dort gelang es ihm, eines seiner Chronometer der Kaiserin von Russland, Alexandra Fjodorowna, zu verkaufen.
Sebastian Geist bildete auch Uhrmacher aus. Sein berühmtester Lehrling, Ludwig Strasser, wurde später Fachlehrer an der Deutschen Uhrmacherschule. Nach 1865 begann Geist die aufkommende Elektrizität für neue Uhrmodelle zu nutzen und stellte bald darauf als Erster eine Uhr mit elektrischem Uhrpendelantrieb her. Aufgrund der Probleme vor allem durch schwankende Stromstärken (Strom konnte damals ausschließlich mit Batterien erzeugt werden) stellte er allerdings lediglich drei solcher Uhren her, von denen eine erhalten geblieben ist.
Geist engagierte sich neben der Uhrmacherei in den Belangen seiner neuen Heimatstadt. So war er 25 Jahre Mitglied des Polytechnischen Zentralvereins und Mitbegründer der Freiwilligen Feuerwehr in der Stadt. Außerdem kandidierte er als Mitglied der Demokratischen Partei für den Reichstag. Dennoch war der Uhrmacher ständig von materiellen Engpässen bedroht, hatte er doch sieben Söhne und vier Töchter. Als seine Frau am 1. Juni 1874 starb, war das Geschäft unrentabel geworden.
Dieses einschneidende Ereignis führte 1875 zur Geschäftsaufgabe. Geist verkaufte sein Haus in der Würzburger Altstadt und zog an den Stadtrand nach Heidingsfeld. Von dort aus begann er zu reisen. Er besuchte zweimal seine Söhne, die nach Amerika ausgewandert waren. Später reiste er nach Bad Tölz, München und Rosenheim, um Verwandte zu besuchen. Sebastian Geist starb am 5. Dezember 1908 in Rosenheim und wurde auf dem Würzburger Hauptfriedhof neben seiner Frau beigesetzt.

## Uhren
Geists große Pionierleistung war die Herstellung einer Uhr mit elektrisch betriebenem Pendel. Er plante, das Pendel unabhängig von der Stromstärke zu machen. Hierzu befestigte er eine Federaufhängung, ein hölzernes Pendel und eine messingene Linse. Der untere Durchsteckstift der Aufhängefeder wurde verlängert und diente gleichzeitig als Kontaktstift. Der Uhrmacher vergaß allerdings die Kontakte zu verbessern und so blieb Geist ein dauerhafter Erfolg seiner Erfindung versagt.